# Liste der Baudenkmale im Solling
In der Liste der Baudenkmale im Solling sind alle Baudenkmale der niedersächsischen gemeindefreien Gebietes Solling im Landkreis Northeim aufgelistet. Der Stand der Liste ist das Jahr 2002.

## Allgemein
Die zum Landkreis Northeim gehörenden Waldflächen des Sollings werden heute im gemeindefreien Gebiet Solling verwaltet.
In den Spalten befinden sich folgende Informationen:
- Lage: die Adresse des Baudenkmales und die geographischen Koordinaten. Kartenansicht, um Koordinaten zu setzen. In der Kartenansicht sind Baudenkmale ohne Koordinaten mit einem roten Marker dargestellt und können in der Karte gesetzt werden. Baudenkmale ohne Bild sind mit einem blauen Marker gekennzeichnet, Baudenkmale mit Bild mit einem grünen Marker.
- Bezeichnung: Bezeichnung des Baudenkmales
- Beschreibung: die Beschreibung des Baudenkmales. Unter § 3 Abs. 2 NDSchG werden Einzeldenkmale und unter § 3 Abs. 3 NDSchG Gruppen baulicher Anlagen und deren Bestandteile ausgewiesen.
- ID: die Objekt-ID des Baudenkmales
- Bild: ein Bild des Baudenkmales, ggf. zusätzlich mit einem Link zu weiteren Fotos des Baudenkmals im Medienarchiv Wikimedia Commons. Wenn man auf das Kamerasymbol klickt, können Fotos zu Baudenkmalen aus dieser Liste hochgeladen werden:

## Solling
| Lage                                  | Bezeichnung                        | Beschreibung | ID | Bild           |
| ------------------------------------- | ---------------------------------- | --- | -- | -------------- |
| 51° 46′ 29″ N, 9° 36′ 42″ O           | Grabstelle Klare bei Sievershausen | An dieser Stelle wurde der Förster Christoph Friedrich Georg Klare im Jahre 1826 von Wilderern erschossen. Ein Grabstein erinnert an diesen Mord. Der Gedenkstein befindet sich im Bereich Grünen Siek am Hasselweg, nordwestlich von Sievershausen. |    | BW             |
| 51° 43′ 25″ N, 9° 41′ 24″ O           | Grabstelle Rolfs bei Grasborn      | An dieser Stelle wurde der Hilfsförster Burghard Otto Dietrich Rolfs im Jahre 1839 von Wilderern erschossen. Ein Grabstein erinnert an diesen Mord.                                                                                                  |    |                |
| 51° 42′ 23″ N, 9° 38′ 4″ O            | Grabstelle Christian von Seebach   | Auf eigenen Wunsch wurde der Oberforstmeister Carl August Christian von Seebach (1793–1865) auf dem Italsberg neben dem Jagdhaus begraben |    |                |
| 51° 42′ 43″ N, 9° 30′ 38″ O           | Kreuzsteine auf der Alten Schmacht | Bereits auf der Sollingkarte 1603 verzeichnet. Die beiden aufrecht stehenden Steinplatten unterschiedlicher Größe mit eingeritzten Kreuzen sollen der Sage nach zum Andenken an ein ermordetes Ehepaar aufgestellt worden sein.                      |    |                |
| 51° 45′ 24″ N, 9° 40′ 37″ O           | Ilme-Brücke am Speerberg           | Sandstein-Bogenbrücke der ehemaligen Straßenverbindung von Uslar nach Dassel, erbaut 1887 |    |                |
| 51° 42′ 25″ N, 9° 38′ 8″ O            | Jagdhaus auf dem Italsberg         | Erbaut 1836 in Massivbauweise |    |                |
| Schmeeßen 51° 39′ 50″ N, 9° 26′ 32″ O | Wüstung Schmeessen                 | Die Siedlung wurde 1447 von Söldnern zerstört, die auf dem Rückzug von der Soester Fehde waren. Die Siedlung wurde nicht wieder aufgebaut. Von den Bauten und der Kirche ist heute nicht mehr viel übrig.                                            |    | Weitere Bilder |
| 51° 41′ 33″ N, 9° 36′ 19″ O           | Sollingturm auf dem Strutberg      | Der Sollingturm auf dem 444 Meter hohen Strutberg wurde von 1934 bis 1935 erbaut. Der Turm ist 36 Meter hoch und hieß damals "Adolf-Hitler-Turm". |    |                |
| Winnefeld 51° 41′ 20″ N, 9° 28′ 35″ O | Winnefeld                          | Die Siedlung wurde 1447 von Söldnern zerstört, die auf dem Rückzug von der Soester Fehde waren. Von der Kirche sind noch Reste des Fundaments vorhanden.                                                                                             |    |                |
| Winnefeld 51° 41′ 32″ N, 9° 27′ 11″ O | Forstgehöft                        | Das Forstgehöft liegt westlich der Wüstung. |    |                |
| Winnefeld 51° 41′ 35″ N, 9° 27′ 16″ O | Försterei Steinhoff                | Erbaut 1886 |    |                |